# Filip Adolf Baumann
Filip Adolf Baumann (ur. 22 marca 1776 w Prenzlau, zm. 28 kwietnia 1863 również w Prenzlau) – właściciel fabryki kart w Warszawie.

## Życiorys
Urodził się w Prenzlau jako syn ewangelickiego pastora Johanna Friedricha Baumanna i jego żony Charlotty Christiny Elisabeth Lange. Ożeniony z Joanną Reyer z Sopotu. 1817 umiera siostra Filipa, Chartlotta Frederica Du Port, żona innego warszawskiego producenta kart Johanna Carla Du Port. Mieli co najmniej ósemkę dzieci, wśród nich Elżbietę, która zyskała sławę w Danii jako malarka. W okresie tym mieszkali przy ulicy Gwardii 1670 - dom został później zarekwirowany pod budowę cytadeli, w skład której wszedł. Zmarł w rodzinnym Prenzlau w roku 1863.

## Działalność
- Razem ze szwagrem (mężem siostry swojej żony) Józefem Gotti prowadził Fabrykę Kart Krajową "Gotti i Baumann". Fabryka posiadała monopol państwowy. Fabryka współpracowała m.in. z Janem Feliksem Piwarskim, który był autorem rysunków kart z serii narodowej[1]. Muzeum Narodowe w Krakowie posiada talię kart z fabryki "Baumann i Gotti" z rysunkami Jana Feliksa Piwarskiego[2].
- 26 marca 1816 Filip Adolf Baumann i Józef Gotti podpisują z księdzem Kajetanem Kamieńskim Rektorem Konwiktu Wielkiego Pijarskiego na Żoliborzu umowę o wynajem budynku pod fabrykę kart na 12 lat (do 30 września 1828). AP Warszawa, notariusz Bandtkie nr 2316 (Józef Gotti mieszka w swoim domu przy Krakowskim Przedmieściu, Filip Baumann przy Faworach 1992 ; wynajmowany budynek to cała lewa oficyna czyli lewe skrzydło byłego młyna żoliborskiego a teraz budynku biblioteki konwiktu).
- 21 list 1822 podpisuje pełnomocnictwo do zarządzania w imieniu szóstki dzieci swego brata, zamieszkałego w Libau (Lipawa) w Kurlandii Johanna Friederika - nauczyciela języków i jego małżonki Doroty Berger dobrami Schmardt (Smardy Górne?) na Śląsku.
- Dnia 27 września 1828 Filip Adolf Baumann i Józef Gotti podpisują z księdzem Jakubem Ciastowskim Rektorem Konwiktu Wielkiego Pijarskiego na Żoliborzu umowę o wynajem budynku pod fabrykę kart na 12 lat (do 30 września 1840). AP Warszawa, notariusz Bandtkie nr 5660 (Józef Gotti mieszka w swoim domu przy Krakowskim Przedmieściu i jest sędzią trybunału kupieckiego, Filip Baumann przy Gwardii 1970).
- W roku 1833  spółka Gotti Baumann została rozwiązana - jedynym właścicielem zostaje Baumann. W tym samym roku rodzina i fabryka kart przeprowadziła się pod adres Mokotowska 1657.